# Agutiowate
Agutiowate (Dasyproctidae) – rodzina ssaków z infrarzędu jeżozwierzokształtnych (Hystrignathi) w obrębie rzędu gryzoni (Rodentia). Obejmuje 2 współcześnie żyjące rodzaje z 13 gatunkami znanych pod nazwami aguti i akuczi. Kopalne  formy znalezione i znane od okresu oligocenu.

## Zasięg występowania
Rodzina obejmuje gatunki występujące w Ameryce Środkowej i Południowej, w lasach, na sawannach i polach. Niektóre introdukowano w Indiach Zachodnich.

## Morfologia
Mają wydłużone ciało, krótkie okrągłe uszy, worki policzkowe, długie kończyny zakończone pazurami w kształcie kopyt.

## Ekologia
Żyją w lasach tropikalnych oraz na sawannach,  gdzie kopią nory. Często wyrządzają szkody na polach uprawnych, bywają szkodnikami plantacji trzciny cukrowej i bananów.
Głównie roślinożerne, choć nie gardzą także drobnymi bezkręgowcami (mięczakami, skorupiakami).  
Ciąża trwa około 3 miesięcy, rodzi się od 2 do 4 młodych. Młode rodzą się z otwartymi oczami, bardzo zaawansowane w rozwoju.
Najbardziej znane gatunki: aguti oliwkowy, aguti złocisty.

## Systematyka
Nazwą aguti określane są gryzonie z rodzajów Dasyprocta i Agouti. Jednak klasyfikacja tych rodzajów jest dyskutowana. Większość systematyków zalicza do agutiowatych dwa współcześnie występujące rodzaje:
- Dasyprocta Illiger, 1811 – aguti
- Myoprocta O. Thomas, 1903 – akuczi

natomiast rodzaj Agouti jest czasami wyodrębniany jako rodzina Agoutidae lub rodzina Cuniculidae (z rodzajem Cuniculus jako synonim Agouti), podrodzina Agoutinae lub Cuniculinae.
Opisano również rodzaje wymarłe:
- Alloiomys Vucetich, 1977[18]
- Andemys Bertrand, Flynn, Croft & Wyss, 2012[19] – jedynym przedstawicielem był Andemys termasi Bertrand, Flynn, Croft & Wyss, 2012
- Australoprocta Kramarz, 1998[20] – jedynym przedstawicielem był Australoprocta fleaglei Kramarz, 1998
- Branisamys Hoffstetter & Lavocat, 1970[21] – jedynym przedstawicielem był Branisamys luribayensis Hoffstetter & Lavocat, 1970
- Megastus Roth, 1898[22] – jedynym przedstawicielem był Megastus elongatus Roth, 1898
- Mesoprocta Croft, Chick & Anaya, 2011[23] – jedynym przedstawicielem był Mesoprocta hypsodus Croft, Chick & Anaya, 2011
- Neoreomys Ameghino, 1887[24]
- Plesiaguti Vucetich & Verzi, 2002[25] – jedynym przedstawicielem był Plesiaguti totoi Vucetich & Verzi, 2002